# El Mirador, Xicotepec
El Mirador är en ort i Mexiko.   Den ligger i kommunen Xicotepec och delstaten Puebla, i den sydöstra delen av landet, 150 km nordost om huvudstaden Mexico City. El Mirador ligger 1 126 meter över havet och antalet invånare är 175.
Terrängen runt El Mirador är kuperad åt sydväst, men åt nordost är den bergig. Runt El Mirador är det ganska tätbefolkat, med 149 invånare per kvadratkilometer. Närmaste större samhälle är Huauchinango, 15,3 km sydväst om El Mirador. I omgivningarna runt El Mirador växer i huvudsak städsegrön lövskog.